# Río Putaendo
Río Putaendo är en flod  i Chile.   Den ligger i regionen Región de Valparaíso, i den mellersta delen av landet, 80 km norr om huvudstaden Santiago de Chile.
Området kring Río Putaendo är i huvudsak tätbebyggt men ganska glesbefolkat, med 29 invånare per kvadratkilometer.